# Christopher Haase
Christopher Haase (ur. 26 września 1987 roku w Kulmbach) – niemiecki kierowca wyścigowy.

## Kariera
Haase rozpoczął karierę w międzynarodowych wyścigach samochodowych w 2007 roku od startów w ADAC GT Masters, gdzie ośmiokrotnie stawał na podium, w tym trzykrotnie na jego najwyższym stopniu. Uzbierane 79 punktów pozwoliło mu zdobyć tytuł mistrza serii. W późniejszym okresie Niemiec pojawiał się także w stawce FIA GT3 European Championship, GT4 European Cup Sports Light, Malaysia Merdeka Endurance Race, VLN Endurance, FIA GT1 World Championship, Blancpain Endurance Series, 24h Nürburgring, Grand American Rolex Series, Super GT, United SportsCar Championship, Championnat de France FFSA GT oraz Liqui Moly Bathurst 12 Hour.